# Anacampsis obscurella
Anacampsis obscurella — вид лускокрилих комах з родини виїмчастокрилі молі (Gelechiidae).

## Поширення
Міль трапляється в більшій частині Європи.

## Опис
Розмах крил 12-13 мм.

## Спосіб життя
Імаго літають з червня по вересень. Личинки живляться на вербі (Salix), кизильнику (Cotoneaster), глоді (Crataegus), сливі (Prunus domestica), терні (Prunus spinosa) та горобині (Sorbus). Живуть у згорнутому листі, де й харчуються.